# Robert Lichnovský z Voštic
Mons. JUDr. Robert Richard Engelbert Maria hrabě Lichnovský z Voštic (7. listopadu 1822 zámek Hradec nad Moravicí – 25. ledna 1879 Řím) byl římskokatolický duchovní, od r. 1848 kanovník olomoucké kapituly a od roku 1868 její nejvyšší představitel - děkan. Byl také papežským tajným komořím.

## Život
Narodil se jako syn knížete Eduarda Lichnovského z Voštic a jeho manželky Eleonory Zichy.
Svou první mši (primici) sloužil 24. května 1846 v kostele sv. Petra a Pavla v Hradci nad Moravicí a na varhany při ní hrál rodinný přítel Ferenc Liszt. Kromě příbuzných se primice zúčastnil i vratislavský biskup Melchior von Diepenbrock.
Zabýval se numismatikou a vydal cenné dílo o ražbách mincí a medailí biskupské mincovny.